# Antipathes virgata
Antipathes virgata är en korallart som beskrevs av Eugen Johann Christoph Esper 1788. Antipathes virgata ingår i släktet Antipathes och familjen Antipathidae.
Artens utbredningsområde är Indiska oceanen. Inga underarter finns listade i Catalogue of Life.